# Pachygenelus
Pachygenelus és un gènere extint de sinàpsids de la família dels triteledòntids que visqueren en allò que avui en dia és Àfrica i Nord-amèrica durant el Juràssic inferior, fa entre 196,5 i 201,3 milions d'anys. Se n'han trobat restes fòssils a la formació de McCoy Brook (Canadà) i la formació d'Elliot (Lesotho i Sud-àfrica). Eren animals carnívors i, possiblement, insectívors. Eren diminuts i probablement d'hàbits nocturns. El seu aspecte hauria pogut recordar les musaranyes. La mida i la morfologia de les dents eren semblants a les que es veuen en els morganucodòntids. El nom genèric Pachygenelus significa ‘mandibuleta gruixuda’.